# あにげっちゅ
『あにげっちゅ』は、NHKラジオ第1で放送されていたラジオトーク番組のシリーズ。本項では、前身番組『パワーボイスA』（パワーボイス・エー）についても記述する。 

## 概要
『らじらー! サンデー』内で2015年4月5日から2017年4月2日まで放送していた「声優アーツ」コーナーをリニューアルし、50分番組『パワーボイスA』（パワーボイスエー）として独立。俗称として「らじらー!サンデー第1部」として括られている。「声優アーツ」に引き続き澄川龍一が出演するほか、声優の中村繪里子と武藤志織がパーソナリティとして加わった。3人が一緒に担当する時と、その中から2人が担当する時とがある。
番組では、主にアニメーション全般について取り上げ、その魅力を様々な角度で、ゲストにアニメなどで活躍する声優や、その裏方で活躍するスタッフ、さらにはコスプレイヤー（2017年8月13日放送）などのアニメファンなどを1 - 2組程度迎えてのトークという形で紹介し、さらに「リスナー参加型」の番組の形を目指した。
2017年10月8日に後続番組である「らじらー!サンデー第2部」との合体版として『らじらー!サンデープレゼンツ パワーボイスAスペシャル・カウントダウンアニメヒロイン2017』のタイトルで3時間の生放送を行った。
2018年春季改編に伴い、同年4月10日から隔週火曜に移動、放送時間も20:05 - 21:55頃に拡大し『A.B.C-Z 今夜はJ's 倶楽部』と交互に放送すると同時にパーソナリティが徳井青空に交代する。それに先立ち4月1日 20:40 - 21:00に『2018年度版パワーボイスA 予告編!』と題し、プレ番組が放送された。
2019年3月26日に終了。同年4月1日からは『あにげっちゅ』として、毎週月曜 20:05 - 20:55に放送されている。パーソナリティは引き続き徳井が担当。冒頭は前段番組である8時のNHKニュースを引き継ぐ形でアニメ関連のニュースを伝える。5月6日、初の特番として 17:05 - 20:55に『あにげっちゅSP 徳井青空の今日からオタ活そらまるみもりん4時間ぶっ通しっchu』を放送。この内20時台は『今日は一日"民放ラジオ番組"三昧〜#このラジオがヤバい〜』とのコラボレーションとして同時生放送を行った。
番組キャラクターはネズミをモチーフとした「ちゅちゅまる」である。
2019年9月30日放送分から番組タイトルを『徳井青空のあにげっちゅ』に改題。徳井の冠番組になった。
2020年4月5日放送分より、毎週日曜 13:05 - 14:55へ放送時間が移行。
2021年4月からは水曜20時台に放送している『イチ押し 歌のパラダイス』が日曜13時台に枠移動するのに伴い、同月4日放送分からは14時台（14:05 - 14:55）のみの放送に短縮させると同時に番組タイトルも『あにげっちゅ』に戻す予定であることを同年2月10日に発表。同時に伊東健人以外のパーソナリティも交代となり、伊東と三森すずこ、オーイシマサヨシの3人体制となることが同年3月14日に発表された。
2022年3月13日をもって放送を終了した。

## 放送時間
- 毎週日曜日 20:05 - 20:55（2017年度）
- 隔週火曜日 20:05 - 21:55（2018年度）
- 毎週月曜日 20:05 - 20:55（2019年度）
- 毎週日曜日 13:05 - 14:55（2020年度）
- 毎週日曜日 14:05 - 14:55（2021年度）

## パーソナリティ

### 2017年度
- 澄川龍一
- 中村繪里子
- 武藤志織

### 2018年度 - 2019年度
- 徳井青空
- 石飛恵里花 - あにげっちゅ諜報部員
- ヒャダイン - あにげっちゅ相談部員

### 2020年度
- 徳井青空
- 石飛恵里花 - あにげっちゅ諜報部員
- ヒャダイン - あにげっちゅ相談部員
- 速水奨
- 野津山幸宏
- 伊東健人

### 2021年度 -
- 伊東健人
- 三森すずこ
- オーイシマサヨシ

## 変則放送
- 2018年
  - 2月11日：「平昌冬季オリンピック」中継に伴い、20:15 - 20:55の放送。
  - 4月1日：「センバツ高校野球」中継延長に伴う『新日曜名作座』放送時間繰り下げに伴い、20:40 - 21:00の放送。
- 2019年
  - 8月5日：台風8号における気象業務法15条の規定による臨時報道体制に伴い、20:10 - 20:55の放送。
  - 9月16日：祝日（敬老の日）に伴い、『Nらじ』が休止となるため、18:05 - 20:55の3時間スペシャル[注釈 6]を放送。但し、関東地方は18時台前半と19時台に令和元年房総半島台風（台風15号）に伴う大規模停電関連ニュースと、災害対策基本法に基づく千葉県内の生活情報を放送するため、18:25 - 18:50と20:05 - 20:55の放送となった[注釈 7]。
  - 9月23日：祝日（秋分の日）に伴い、『Nらじ』が休止となるため、18:05 - 20:55の3時間スペシャル[注釈 6]を放送。但し、関東地方は18時台前半に先週放送分と同様、房総半島台風に伴う大規模停電関連ニュースと、災害対策基本法に基づく千葉県内の生活情報を放送するため、18:14頃からの飛び乗りとなった[注釈 7]。
  - 10月14日：祝日（体育の日）に伴い、『Nらじ』が休止となるため、19:20 - 20:55の拡大スペシャルを予定していたが、令和元年東日本台風（台風19号）災害に伴う気象業務法15条に基づく『NHKきょうのニュース』の拡大に伴い、19:30 - 20:55の放送に変更となった[7]。
- 2020年
  - 4月5日：新型コロナウイルス関連のニュースのため、13:10 - 13:55と14:10 - 14:55の放送[8][9]。
  - 4月12日 - 6月14日：改正・新型インフルエンザ等対策特別措置法に基づく緊急事態宣言の発令に伴う、新型コロナウイルス感染拡大防止対策による措置として、該当期間は過去放送分を再編集した傑作選として放送した[10][11]。
  - 5月3日：14時台に『サンドウィッチマンの天使のつくり笑い』（14:05 - 14:55）放送のため、13時台（13:05 - 13:55）のみの放送[12][13]。
  - 11月8日：当初13:05 - 15:55の3時間スペシャル[注釈 8]を予定していたが[注釈 9]、2020年アメリカ合衆国大統領選挙関連に伴う正午のニュース延長と『NHKのど自慢』の放送時間繰り下げにより、13:25 - 15:55の放送に変更となった[14][15]。
- 2021年
  - 1月31日：当初はNHK甲府放送局と大月市（山梨県）の主催により、大月市民会館からの公開生放送を予定していたが、新型コロナウイルスの感染拡大や山梨県知事の長崎幸太郎から出された1都3県からの往来自粛要請を踏まえ、大月からの生放送を中止。東京・放送センターからの生放送に変更した[16]。
  - 3月21日・28日：当初は「第93回選抜高校野球大会」中継のため、休止と発表されていたが、両日共に雨天中止になったため、本番組をレギュラー復帰した上で生放送を行った[注釈 10][18][19][20][21]。
  - 8月8日：祝日（山の日）並びに東京パラリンピック応援特番編成に伴い、13:05 - 14:55の2時間スペシャル[注釈 8]を放送した[注釈 11][22]。

## 放送休止
- 2017年
  - 7月2日：2017年東京都議会議員選挙・開票速報のため。
  - 8月6日：『ドキュメント・原爆ドーム前』放送のため。
  - 10月22日：第48回衆議院議員総選挙・開票特番放送のため（NHK-FMと同時放送）。
  - 10月29日：NHKプロ野球・日本シリーズ第2戦 福岡ソフトバンクホークス対横浜DeNAベイスターズ戦（福岡ドーム）中継のため。
  - 12月24日：『SHIBUYAスタンダード倶楽部』放送のため。
  - 12月31日：『第68回NHK紅白歌合戦』放送のため（総合テレビと同時放送）。
- 2018年
  - 2月18日・25日：「平昌冬季オリンピック」中継のため。
  - 6月19日：「2018FIFAワールドカップロシア大会 たのむぞ日本代表!スペシャル」放送（19:30 - 20:50）と「ワールドカップロシア1次リーグ・日本対コロンビア戦」中継（20:50 - 23:00）のため。
  - 7月31日：『東京03の好きにさせるかッ!』[注釈 12]放送のため。
  - 8月14日：『SNSで分析!あなたの知らないNEO方言』（松山局制作）放送のため。
- 2019年
  - 1月1日：『アンガールズの優しい気持ちになれるラジオ』（19:20 - 20:55）と『ヤバイラジオ屋さん2』（21:05 - 23:00・大阪局制作[注釈 13]）をそれぞれ放送のため。
  - 1月29日：『東京03の好きにさせるかッ!』[注釈 12]放送のため。
  - 7月15日：NHKプロ野球・中日ドラゴンズ対阪神タイガース戦（ナゴヤドーム）中継のため。
  - 7月22日：『夏休み!ラジオ保健室 〜10代の性 悩み相談〜・第1夜：女子のからだについて』（20:05 - 21:55）放送のため。
  - 8月12日：NHKプロ野球・広島東洋カープ対読売ジャイアンツ戦（広島市民球場）中継のため。
  - 8月19日：『神田松之丞がいざなう怪談の世界』（20:05 - 21:55）放送のため。
  - 12月30日：『狭間美帆のニューヨーク・ヴァイブズ2』放送のため。
- 2020年
  - 6月14日：関西地区のみ『かんさい子どもおうえん!4時間ラジオ〜休校明け つらいみんなへ〜』（13:05 - 16:55）放送のため[注釈 14]。
  - 8月16日：「2020年甲子園高校野球交流試合」中継のため。
  - 9月13日：関西地区のみ『かんさい子どもおうえん!5時間ラジオ〜短い夏休み明け つらいみんなへ〜』（10:05 - 14:55）放送のため[注釈 14]。
  - 11月15日：九州・沖縄地区のみNHKプロ野球・パ・リーグクライマックスシリーズ 福岡ソフトバンクホークス対千葉ロッテマリーンズ（福岡ドーム、13:00 - 16:55）中継のため[注釈 15][23]。
  - 12月20日：「第71回 全国高校男子駅伝」中継のため。
  - 12月27日：天皇杯JFA第100回全日本サッカー選手権 準決勝 川崎フロンターレ対ブラウブリッツ秋田戦（等々力陸上競技場）及びガンバ大阪対徳島ヴォルティス戦（市立吹田サッカースタジアム）中継のため。
- 2021年
  - 1月3日：「第97回東京箱根間往復大学駅伝 復路」中継（7:45 - 14:15）並びに『スポーツジョッキー』（14:20 - 14:55）をそれぞれ放送のため。
  - 2月14日：福井県のみ『情報たら福3時間スペシャル』（13:05 - 15:55）放送のため[注釈 16]。
  - 3月14日：東海地区のみ『いま☆ドラ〜いまこそドラゴンズとともに〜』放送のため[注釈 17]。
  - 5月2日：NHKプロ野球 横浜DeNAベイスターズ対東京ヤクルトスワローズ戦（横浜スタジアム）中継のため。
  - 5月23日：第58回ラグビー日本選手権決勝・サントリーサンゴリアス対パナソニックワイルドナイツ戦（秩父宮ラグビー場）中継のため。
  - 7月25日・8月1日：「東京オリンピック」中継のため[24]。
  - 8月15日・22日：「第103回全国高等学校野球選手権大会」中継のため。
  - 8月29日：『あの日のソングブック』放送のため[25]。
  - 9月5日：『忘れじの洋楽スター・ファイル』放送のため。
  - 11月7日：宮城県のみNHKプロ野球・パ・リーグクライマックスシリーズ 千葉ロッテマリーンズ対東北楽天ゴールデンイーグルス（千葉マリンスタジアム）中継のため[注釈 18]。
  - 12月12日：天皇杯JFA第101回全日本サッカー選手権 準決勝 川崎フロンターレ対大分トリニータ戦（等々力陸上競技場）及び 浦和レッズ対セレッソ大阪戦（埼玉スタジアム2002）中継のため。
  - 12月19日：天皇杯JFA第101回全日本サッカー選手権 決勝 浦和レッズ対大分トリニータ戦（国立競技場）中継のため。
  - 12月26日：「第72回 全国高校男子駅伝」中継のため。
- 2022年
  - 1月2日：「第98回東京箱根間往復大学駅伝 往路」中継（7:45 - 14:15）並びに『スポーツジョッキー』（14:20 - 14:55）をそれぞれ放送のため。
  - 1月9日：第58回 全国大学ラグビー選手権 決勝 帝京大学対明治大学（国立競技場）中継のため。
  - 1月16日：第40回全国都道府県対抗女子駅伝中継のため。